# Élections fédérales mexicaines de 1824
 (octobre 2018).
Si vous disposez d'ouvrages ou d'articles de référence ou si vous connaissez des sites web de qualité traitant du thème abordé ici, merci de compléter l'article en donnant les références utiles à sa vérifiabilité et en les liant à la section « Notes et références ».
Les Élections fédérales mexicaines de 1824 sont le premier scrutin démocratique de la République fédérale du Mexique.
Elles sont largement remportés par le Parti libéral du président élu, Guadalupe Victoria. 

## Contexte
Le 21 juillet 1822, le général Agustín de Iturbide, chef du gouvernement, est couronné empereur constitutionnel du Mexique sous le nom d'Augustin Ier, donnant naissance au Premier Empire. 
Quelques mois, certains de ses généraux signent le plan de Casa Mata en décembre 1822, dont le but est de renverser l'empire. Refusant d'employer la force, Iturbide renonce au pouvoir et abdique le 19 mars 1823. 
Les généraux putschistes abolissent l'Empire et mettent en place un gouvernement provisoire dirigé par un triumvirat composé de : Guadalupe Victoria, Pedro Celestino Negrete et Nicolás Bravo.
Ce dernier est chargé de la rédaction la première constitution fédérale qui prévoit la création de la République fédérale mais également la tenue d'élections présidentielles et législatives. 

## Résultats et conséquences
Les élections se déroulent le 10 octobre 1824 : 
- La présidentielle est remportée par le libéral Guadalupe Victoria face à son rival conservateur Nicolás Bravo qui obtient cependant le poste de vice-président.
- Les sénatoriales sont remportées par les libéraux qui gagnent 30 des 38 sièges face aux conservateurs qui récoltent 8 sièges.

Guadalupe Victoria est investi avec son gouvernement le jour même du scrutin. 